# St. Afra (Berlin)

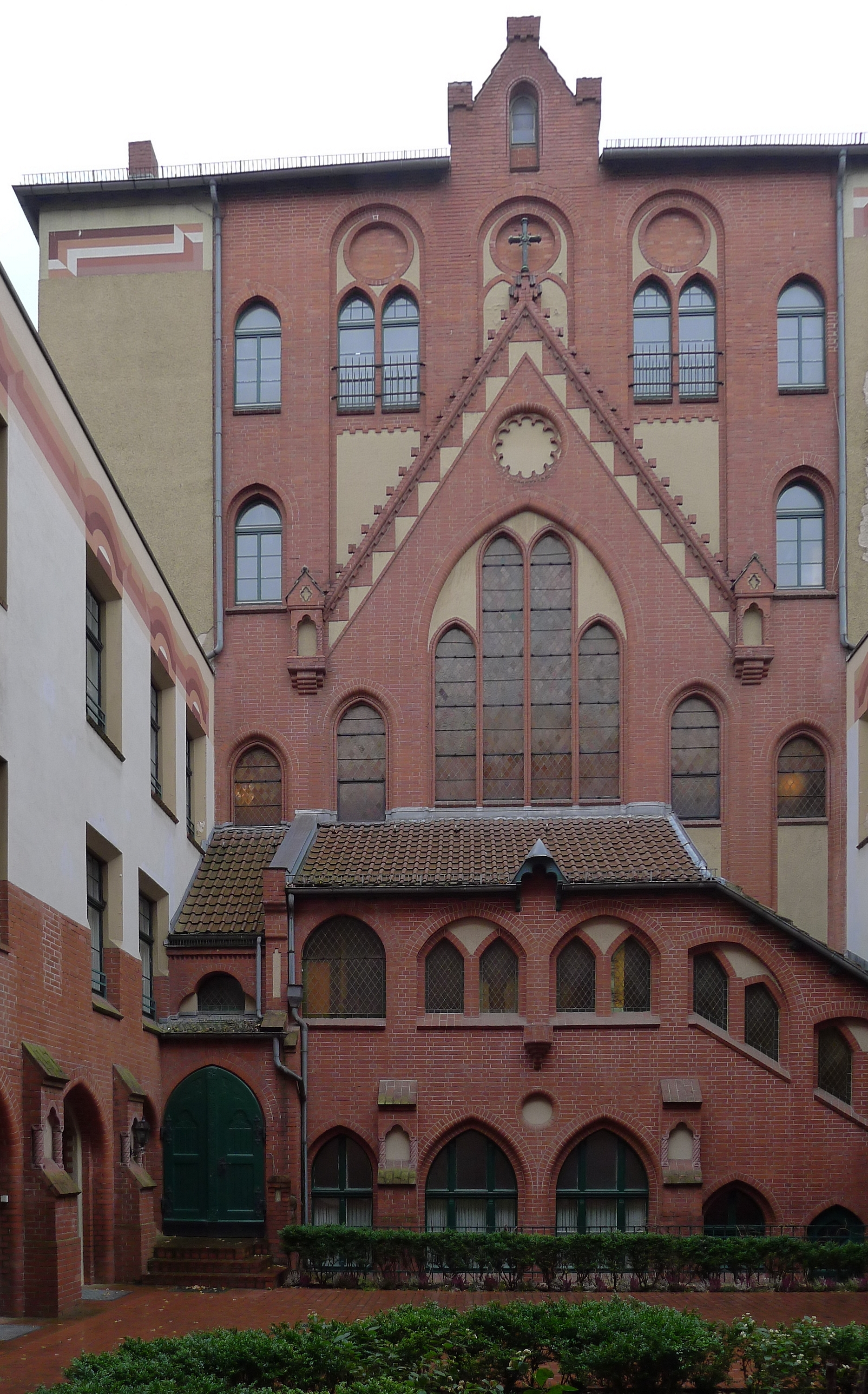
St.-Afra-Kirche

Die römisch-katholische St.-Afra-Kirche in der Graunstraße 31 des Berliner Ortsteils Gesundbrunnen im Bezirk Mitte wurde 1897–1898 im neugotischen Architekturstil von Carl Moritz und J. Welz erbaut. Der Gebäudekomplex des St.-Afra-Stiftes mit der Kirche im Hof steht unter Denkmalschutz.

## Geschichte
Die Kongregation der Schwestern von der hl. Elisabeth hatte 1882 die Leitung des nach der heiligen Afra von Augsburg benannten Stifts in der Turmstraße in Moabit übernommen. Als die Niederlassung der Ordensschwestern in Moabit zu klein wurde, entstand im Bezirk Wedding 1898 die weitläufige Anlage. Zu den Baukosten steuerte die Familie von Friedrich Carl von Savigny einen erheblichen Betrag mit der Auflage bei, dass auch die anwohnenden Katholiken an den Heiligen Messen in St. Afra teilnehmen durften.

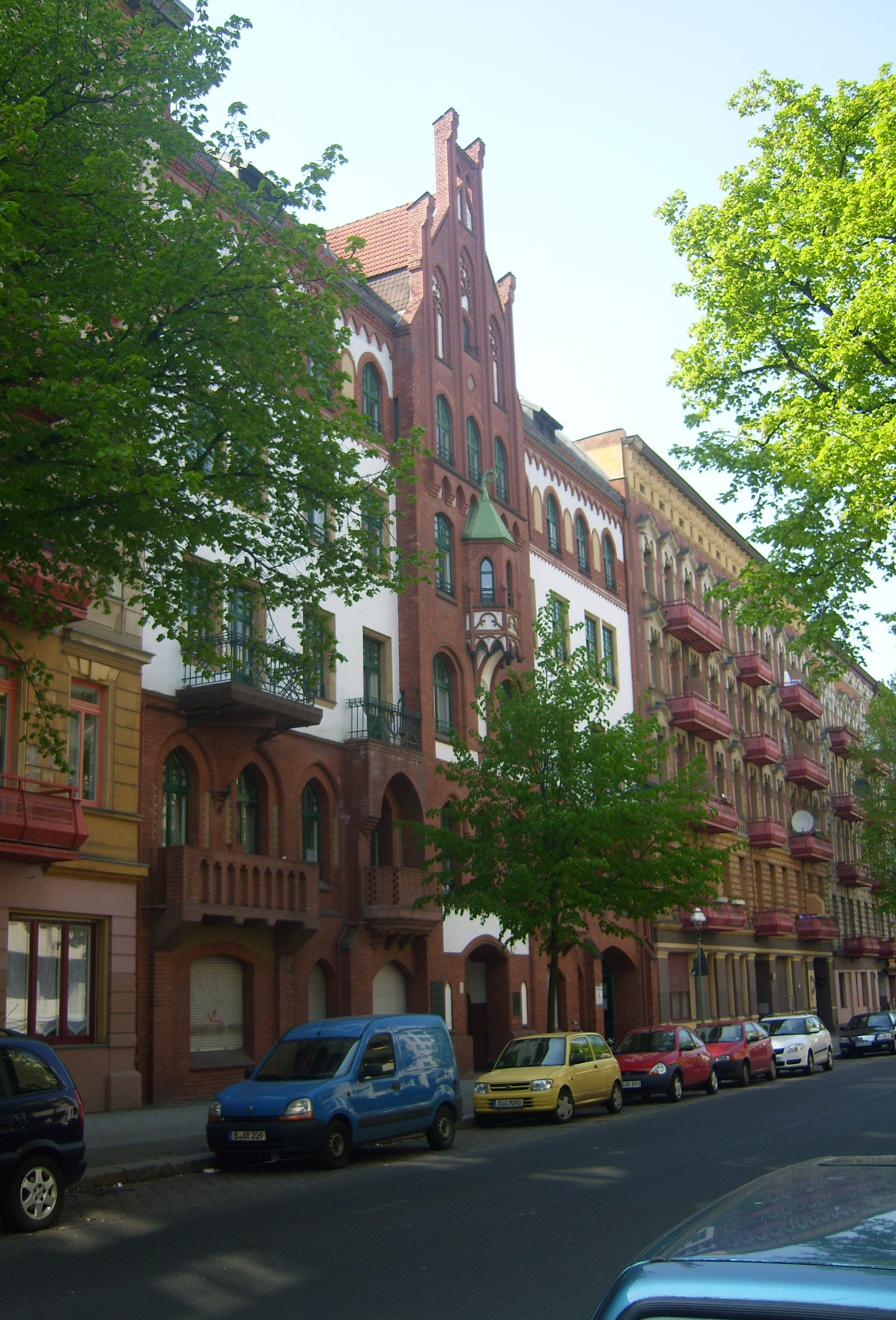
Vorderhaus Graunstraße

Im Jahr 1903 erfolgte die Ausgründung der St.-Afra-Gemeinde von Herz Jesu im Prenzlauer Berg. Der spätere französische Außenminister Robert Schuman wohnte als Student der Friedrich-Wilhelms-Universität 1905/06 in der Anlage, woran eine bronzene Gedenkplakette am Vorderhaus erinnert. 1907 wurde St. Afra Kuratie, 1921 erfolgte ihre Erhebung zur Pfarrei, die 1924 in St. Augustinus umbenannt wurde. Da sich das Nebeneinander von Gemeinde und Stiftsbewohnern schwierig gestaltete, bemühte sich der erste Pfarrer der Gemeinde um einen eigenen Kirchenbau. 1928 wurde die St.-Augustinus-Kirche geweiht, und die Gemeinde verließ das St. Afra. Als die Berliner Mauer errichtet und das Gemeindegebiet von St. Augustinus zerschnitten wurde, kehrte der westliche Teil der Gemeinde wieder nach St. Afra zurück. Da die Mitgliederzahl der Gemeinde stark zurückging, bildete sie 1971 zunächst einen Pfarrverband mit St. Sebastian. 1978 wurde die Gemeinde von St. Afra schließlich mit der von St. Sebastian vereinigt. Zugleich wurde das Stift wegen einer Sanierung geräumt. Das Vorderhaus führten die Schwestern später als Altenheim weiter.
1996 verließen die Schwestern von der hl. Elisabeth St. Afra. 2006 erwarb das Institut St. Philipp Neri zunächst die Kirche, 2008 auch die dazugehörigen Gebäude. Die Liturgie wird in der außerordentlichen Form des römischen Ritus gefeiert.

## Baubeschreibung
Der Gebäudekomplex des St.-Afra-Stifts, ein mit roten Backsteinen verkleideter bzw. weiß verputzter Mauerwerksbau, besteht aus einem in die geschlossene Blockrandbebauung eingebundenen fünfgeschossigen Wohnhaus und Hinterhäusern aus zwei Seitenflügeln und Quergebäude. In dem mit einem Dach in der Form eines Pyramidenstumpfes bedeckten Quergebäude ist die dreischiffige Hallenkirche integriert.

### Äußeres

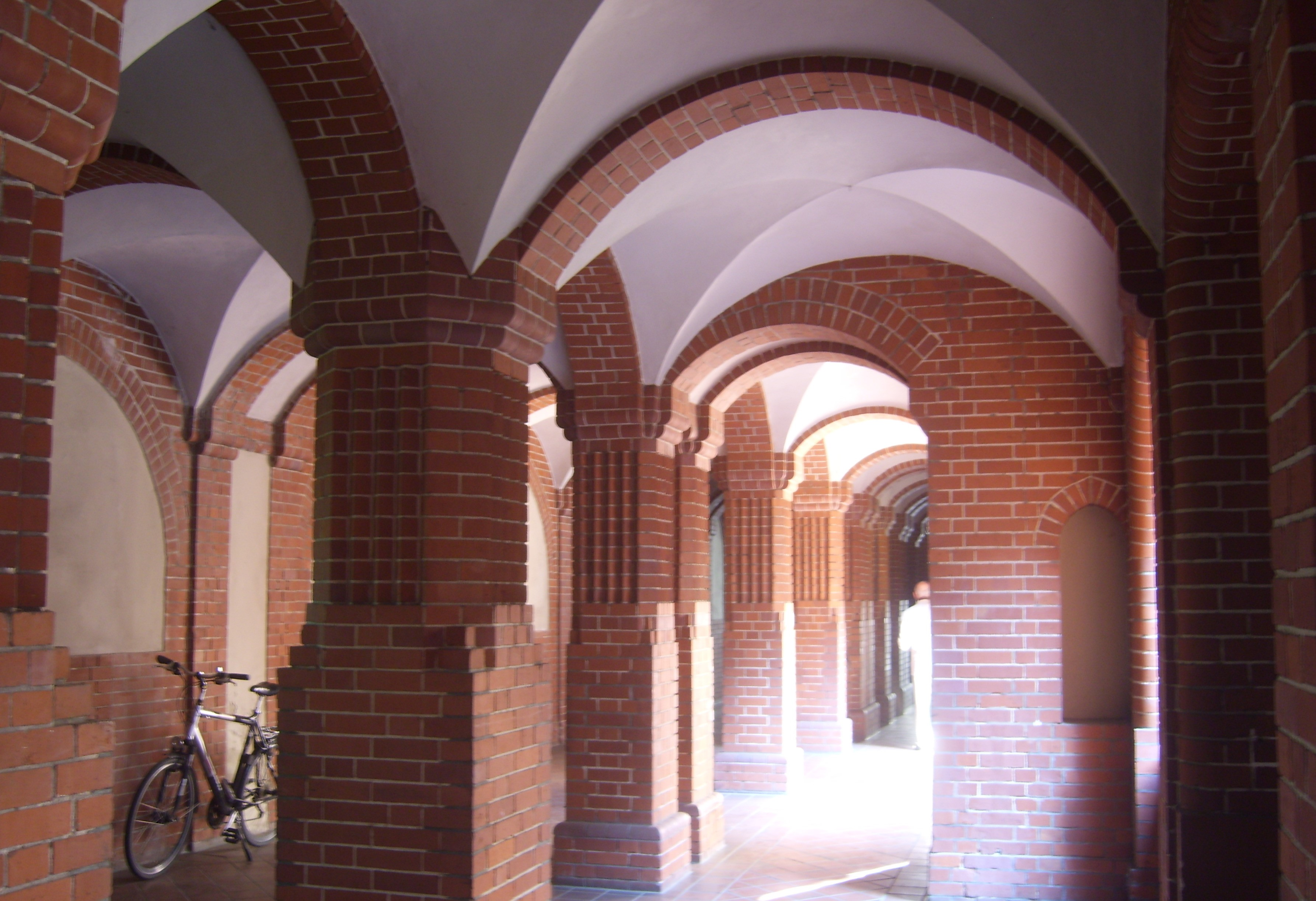
Seitengang

Die Fassade der Kirche unterscheidet sich von den umliegenden Mietshäusern, die ebenfalls unter Denkmalschutz stehen. Ein Risalit in Formen der norddeutschen Backsteingotik über die Breite von drei Fensterachsen wird von Loggien und Balkonen flankiert. In der mittleren Fensterachse in Höhe des dritten Obergeschosses liegt eine ursprünglich für eine Statue gedachte Wandnische, die allerdings leer ist; darüber befindet sich ein Erker. Oberhalb der Dachtraufe wird der Risalit von einem Staffelgiebel bekrönt, der mit Maßwerk-Blenden verziert ist. Vom seitlich gelegenen Eingangstor führt ein zweischiffiger Kreuzgang im rechten Seitenflügel zum Quergebäude. Ein überdachter Treppenaufgang führt in den Kirchenraum, der im ersten Obergeschoss über dem ehemaligen Refektorium der Elisabethinnen liegt. An der Hofseite zeichnet sich der Kirchenraum an der Fassade des Quergebäudes durch ein Giebeldreieck ab. Bei der Sanierung der beiden benachbarten Häuserblöcke wurden 1977 deren Seitenflügel abgebrochen. Um mehr Licht für den Innenhof des Stiftsgebäudes zu gewinnen, wurden von seinen Seitenflügeln die oberen Geschosse abgetragen.

### Inneres

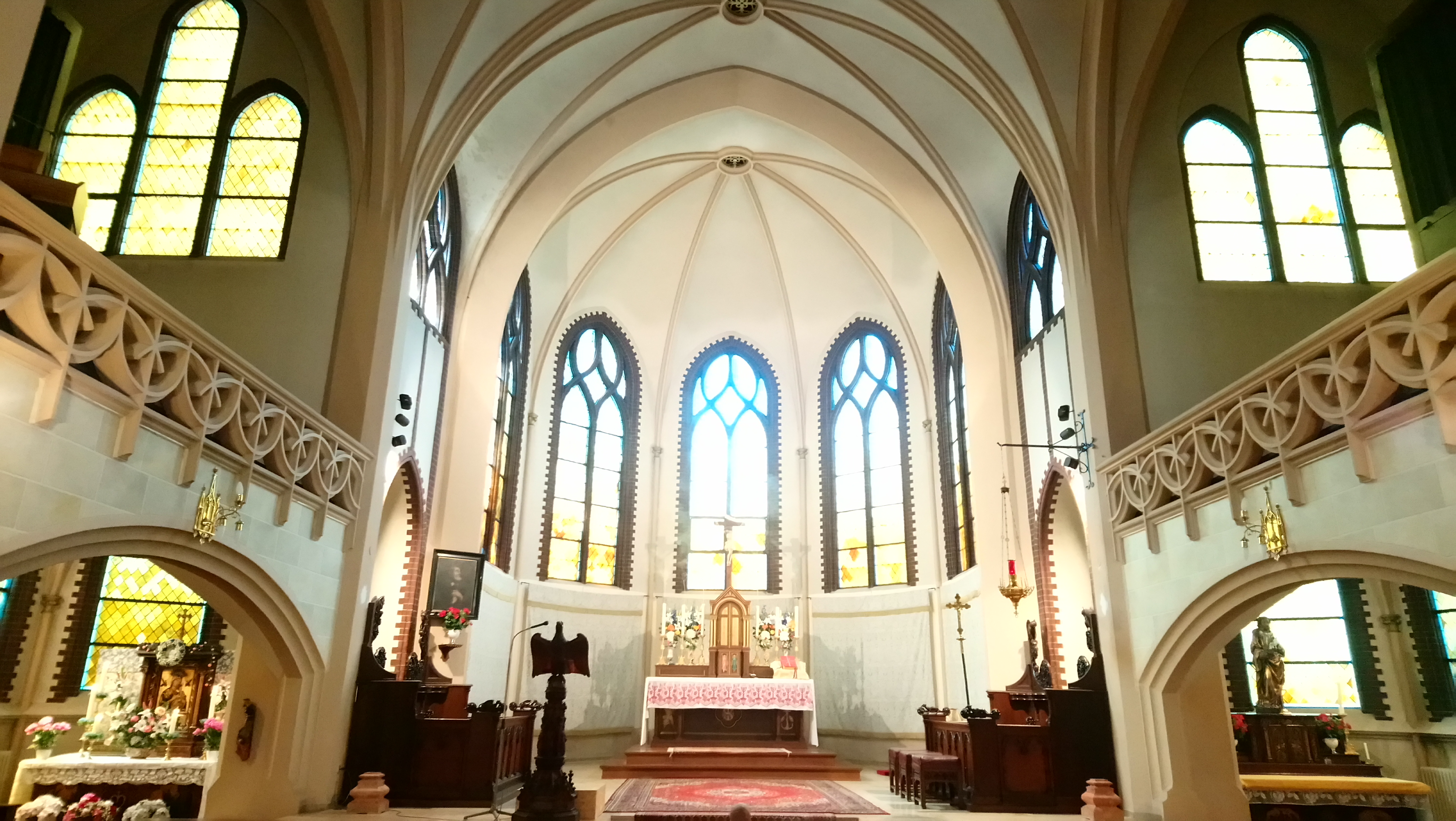
Chorraum

Das dreischiffige Langhaus, dessen polygonaler Chor in das rückwärtige Grundstück ragt, hat ein Kreuzgratgewölbe. Über dem Gewölbe folgt ein weiteres Stockwerk, das früher Aufenthaltsräume für die Stiftsbewohner enthielt. Um die drei Joche des Kirchenraums ziehen sich gewölbte Emporen mit Maßwerkbrüstungen. Am Ende der durch sehr flache Arkaden getrennten gewölbten Seitenschiffe unter den Emporen befinden sich polygonal abgeschlossene kleine Kapellen. Die großen Maßwerkfenstern an der Chorwand und die spitzbogigen Fenster an der Fassade erhellen das Innere der Kirche. Unter dem Chor befindet sich eine Krypta.

## Ausstattung
Aus der Bauzeit sind neugotische Heiligenfiguren im Chorraum und neugotische Seitenaltäre erhalten. In der Kirche befinden sich die Reliquien des heiligen Märtyrers Siméon-François Berneux M.E.P. (1814–1866).

## Orgel

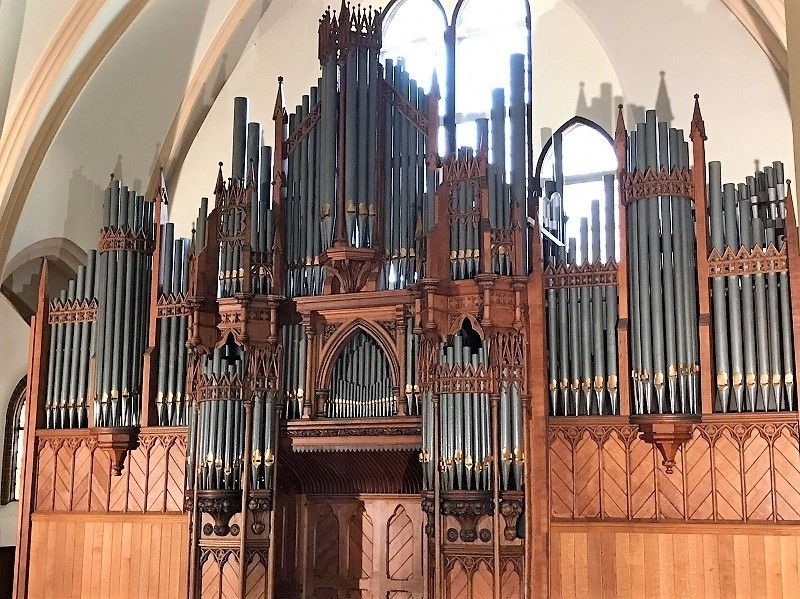
Hill-Orgel

Die 1898 von der Orgelbauwerkstatt Dinse (Berlin-Kreuzberg) hergestellte Orgel auf der rechten Empore wurde abgebaut, da sie nicht mehr funktionierte. Die Dinse-Orgel steht heute – restauriert und erweitert – in der Pfarrkirche St. Marien in Fröndenberg. Man hat sie durch eine 1869 von dem englischen Orgelbauer William Hill für die St. Paul’s Church in Burton upon Trent gebaute Orgel ersetzt. Dieses Instrument mit seinem viktorianischem Prospekt wurde bereits 30 Jahre später in die nahe gelegene Trinity Methodist Hall versetzt und, aufgrund der 2011 mangels Gottesdienstbesuchern und Gemeindemitgliedern schließenden Kirche, von Bernhard Kutter abgebaut und von der tschechischen Orgelbaufirma Rieger-Kloss, Krnov, 2014 restauriert und in der Berliner Kirche an drei Standorten wieder aufgebaut.
Bei der Orgelweihe am 22. November 2015 wurde sie zum ersten Mal nach der Restaurierung öffentlich bespielt. Einmal jährlich finden in St. Afra die „Internationalen Hill-Orgel-Tage“ statt.
Disposition
| II Great C–g3                  |        |
| Bourdon                        | 16′    |
| Open Diapason                  | 08′    |
| Small Open Diapason            | 08′    |
| Stopped Diapason               | 08′    |
| Gamba                          | 08′    |
| Principal                      | 04′    |
| Harmonic Flute                 | 04′    |
| Twelfth                        | 02 ⁄3′ |
| Fifteenth                      | 02′    |
| Mixture III                    |        |
| Trumpet                        | 08′    |
| Tuba                           | 08′    |
| Great Suboctave Great to Pedal |        |

| III Swell C–g3 (Epistelseite) |     |
| Bourdon | 16′ |
| Open Diapason | 08′ |
| Rohr Flute | 08′ |
| Salicional | 08′ |
| Vox Angelica | 08′ |
| Voix Celestes | 08′ |
| Gemshorn | 04′ |
| Suabe Flute | 04′ |
| Fifteenth | 02′ |
| Mixture III |     |
| Double Clarinet | 16′ |
| Cornopean | 08′ |
| Oboe | 08′ |
| Clarion | 04′ |
| Tremulant Swell Octave Swell Suboctave Swell to Great Swell to Choir Swell to Pedal Swell Octave to Great Swell Suboctave to Great Swell Octave to Choir Swell Suboctave to Choir Swell Octave to Pedal Swell unison off Melodie Swell to Great |     |

| I Choir C–g3 (Evangelienseite) |        |
| Gedact | 8′     |
| Viol d’Orchestre | 8′     |
| Aeoline | 8′     |
| Flute | 4′     |
| Nazard | 2 ⁄3′  |
| Piccolo | 2′     |
| Tierce | 1 3⁄5′ |
| Larigot | 1 ⁄3′  |
| Orchestral Oboe | 8′     |
| Clarinet | 8′     |
| Tuba | 8′     |
| Tremulant Choir Octave Choir Suboctave Choir to Great Choir to Pedal Choir Octave to Great Choir Suboctave to Great Choir Octave to Pedal Choir Unison off Melodie Choir to Swell |        |

| Pedal C–f1 |     |
| Resultant Bass | 32′ |
| Open Diapason | 16′ |
| Violone | 16′ |
| Bourdon | 16′ |
| Echo Bourdon | 16′ |
| Principal | 08′ |
| Viola | 08′ |
| Bass Flute | 08′ |
| Choral Flute | 04′ |
| Trombone | 16′ |
| Tromba | 08′ |
| 64 Generalkombinationen, je 8 Werkkombinationen × 20 Ebenen Great and Pedal combinations coupled Crescendopedal Setzeranlage |     |